# Martino Anzi
Martino Anzi (Bormio, 31 gennaio 1812 – Como, 19 aprile 1883) è stato un botanico, naturalista, presbitero, storico, pioniere dell'alpinismo e patriota italiano.

## Biografia
Ordinato sacerdote nel 1835 a Como, fu professore di teologia, storia ecclesiastica, apologetica religiosa e scienze naturali al seminario di Como. Erudito, conosceva numerose lingue classiche, compreso l'ebraico, e moderne (francese, inglese, tedesco e anche di lingue orientali). Scrisse una Storia ecclesiastica dalla fondazione della Chiesa al Concilio di Trento.
Patriota, nel 1848 fece parte del Comitato di sicurezza e organizzò la difesa del Passo dello Stelvio durante la prima guerra di indipendenza.
La fama di Martino Anzi è legata soprattutto alla sua attività di naturalista, appassionandosi soprattutto alla botanica e allo studio delle piante crittogame. I suoi studi, per i quali ottenne rinomanza mondiale, riguardarono in particolare i licheni, i muschi, le epatiche, le alghe di acqua dolce e i funghi.  Anzi diede il suo valente contributo anche alla conoscenza della flora vascolare con un lavoro non molto corposo, ma ricco di informazioni nuove, stampato nel 1878 e intitolato "Auctarium ad Floram Novo-Comense editam a Josepho Comolli", in cui aggiunge segnalazioni di nuove specie, rettifica e corregge vecchie indicazioni e muove qualche appunto critico sui testi di Comolli e Massara, quest'ultimo accusato di scarsa accuratezza nella determinazione delle specie.
Lavorò in particolare in Valtellina e nel comasco. Le numerose ricerche svolte in Valtellina lo persuasero che questo territorio aveva moltissimo da offrire in termini di ricchezza floristica. Esso "nutre tale un'abbondanza di specie da innamorare qualsivoglia botanico e rendergli grati e soavi i più faticosi viaggi, che vedrà ogni giorno premiati dalla scoperta d'importanti rarità, e bene spesso da qualche scientifica novità", come ebbe a scrivere sulla guida turistica della Valtellina edita dalla Sezione di Sondrio del C.A.I. nel 1885.
Le sue collezioni sono conservate nell'Herbarium Universitatis Taurinensis presso l'orto botanico dell'Università di Torino.

## Opere
- Martino Anzi, Catalogus lichenum quos in provincia Sondriensi et circa Novum Comum collegit et in ordinem systematicum digessit presbyter Martinus Anzi. Novi-Comi: ex officina Caroli Franchi bibliopolae, 1860
- Martino Anzi, Symbola lichenum rariorum vel novorum Italiae superioris. Genova: Tipografia dei sordomuti, 1864 (on-line)
- Martino Anzi, Neosymbola lichenum rariorum vel novorum Italiae superioris. Milano: Tip.  Bernardoni, 1866
- Martino Anzi, Analecta lichenum rariorum vel novorum Italiae superioris. Milano: Tip. Bernardoni, 1868
- Martino Anzi, Enumeratio hepaticarum quas in provinciis novo-comensi et sondriensi collegit prof. Martinus Anzi. Milano: U. Hoepli, 1881
- Martino Anzi, Enumeratio moscorum longobardiae superioris, auctore presbyt. Martino Anzi. Milano: U. Hoepli, 1901
- Martino Anzi, Catalogus lichenum quos in provincia sondriensi et circa Novum-Comum collegit et in ordinem systematicum digessit Martinus Anzi. San Giovanni in Persiceto: FARAP, 1994